# Майкл Джетер
Майкл Джетер (англ. Michael Jeter; 26 серпня 1952 — 30 березня 2003 року) — американський актор.

## Життєпис
Майкл Джетер народився в Лоренсбурзі, штат Теннессі, 26 серпня 1952 року в родині стоматолога. В юності він мріяв стати лікарем і вступив до Університету Мемфіса на відділення медицини, але провчившись там деякий час, більш зацікавився акторською майстерністю. Він взяв участь в постановках кількох п'єс в місцевому театрі, а потім, покинувши Мемфіс, перебрався в Балтімор, де продовжив свою кар'єру на театральній сцені. Випробовувати щастя відразу в Нью-Йорку він не став, так як вважав, що це досить важко без членства в трудовому союзі акторів.
Його завзятість і акторський професіоналізм в результаті все-таки привели його в Нью-Йорк, після того як його помітив театральний режисер Томмі Тун і запросив на роль у п'єсу «Дев'ята хмара». Джетер за короткий час досягнув успіху і до кінця 1989 роки вже відбувся його дебют на Бродвеї в мюзиклі «Гранд готель», за роль в якому в наступному році він був удостоєний премії «Тоні».
На телебаченні він став з'являтися ще на початку 1980-х років в невеликих ролях у фільмах і телесеріалах. На екранах він зазвичай грав диваків або розмазень, як у фільмах «Король-рибалка» (1991), «Зона висадки» (1994) і «Страх і ненависть в Лас-Вегасі» (1998). Іноді йому діставалися і більш серйозні ролі, такі як у фільмах «Король повітря» (1997), «Зелена миля (фільм)» (1999), «Парк юрського періоду III» (2001) і «Відкритий простір» (2003). У 1992 році він став володарем премії «Еммі» за свою роль в ситкомі «Вечірня тінь». Молодшій аудиторії він був відомий як містер Нудл в дитячій програмі «Вулиця Сезам», в якій знімався з 2000 по 2003 рік.
Майкл Джетер був геєм, і не приховував своєї орієнтації. Його постійним партнером був Шон Блю, з яким він зустрічався з 1995 року. Після того як він був інфікований ВІЛ, у нього почалися проблеми з наркотиками і алкоголем. За досить короткий термін актор майже повністю знітився й перестав з'являтися на екранах. Останньою його роботою в кіно стало озвучування двох інженерів в анімаційному фільмі «Полярний експрес», який вийшов на екрани вже після його смерті і був присвячений пам'яті актора. Майкл Джетер помер від епілептичного нападу 30 березня 2003 року в Лос-Анджелесі у віці 50 років.